# Agrypon anxium
Agrypon anxium là một loài tò vò trong họ Ichneumonidae.